# Elles n'oublient jamais
Pour plus de détails, voir Fiche technique et Distribution.
Elles n'oublient jamais est un film français réalisé par Christopher Frank, sorti en 1994.
Le film suit un homme marié qui voit son existence paisible bouleversée par la jeune femme avec laquelle il a eu une liaison sans lendemain qui va le poursuivre.

## Synopsis
Julien Barnier est un homme comblé : il est marié à Anne et père d'un garçon, Charles. Il est directeur d'un cabinet de recouvrement de créances, dans lequel il a appris à ne pas faire de sentiment dans son travail. Un jour, il rencontre Angela, une jeune femme séduisante et étrange installée à la terrasse d'un café dont la vue donne sur son bureau et qui le drague ouvertement. Profitant de l'absence d'Anne et Charles, partis en vacances quelques jours, il invite Angela dans son appartement et pense que cette liaison restera sans lendemain. Du moins le croit-il, puisque la jeune femme le relance, téléphone chez lui, mais il tente de clarifier la situation en disant qu'il ne veut pas de relation suivie et qu'il aime sa femme. 
En vain, puisqu'elle va même jusqu'à s'installer dans l'immeuble où il vit et se faire engager comme baby-sitter de Charles. Sous l'insistance d'Anne, qui a découvert la liaison, Julien emmène Angela dans le chantier de son futur appartement pour lui faire comprendre qu'elle doit le laisser vivre tranquille. Mais l'explication tourne mal, puisqu'il est agressé par la jeune femme qui lui explique que son cabinet de recouvrement de créances a acculé à la ruine son petit ami au point qu'il a eu un accident avec une moto, le laissant paralysé.
Après une accalmie de courte durée, Angela tente de le frapper avec une pelle, mais Julien l'en empêche, s'empare de la pelle et assomme la jeune femme. Pensant l'avoir tuée, il cache le corps dans l'épaisseur d'un mur de l'appartement. Revenu chez lui pour se laver et se changer, il retourne au chantier, mais découvre que l'épaisseur du mur est bouchée par des plaques.
Installés depuis dans le nouvel appartement, Julien et sa famille pensent être tranquilles, mais des coups de fil anonymes et muets viennent perturber la quiétude du couple, déjà mis à mal par cette infidélité. Piégé par l'ex-mari d'Angela, Julien décide d'avouer à sa femme qu'il a tué la jeune femme et qu'il a planqué le corps dans l'épaisseur du mur, qu'il détruit afin de prouver à sa femme qu'il ne ment pas. Mais le corps ne s'y trouve pas et Anne décide de quitter, avec Charles, son époux, qu'elle ne croit plus.
Le lendemain, il se rend à son bureau et est convoqué dans le bureau de son patron où il se retrouve face à... Angela qu'il croyait morte. Cette dernière n'avait été qu'assommée par la pelle et s'en était sortie grâce à un employé du chantier mais avec des blessures dont une au cou. Devant les faits et d'autres histoires, dont certaines mensongères, Julien est renvoyé. Regardant par la fenêtre, il voit une dernière fois celle qui lui a pourri la vie, installée à la même table de la terrasse du café. Angela accomplissait, depuis le début, sa vengeance. 
La scène finale montre Angela, attablée, enlevant sa minerve et observant la fenêtre de l'ancien bureau de Julien.

## Fiche technique
- Titre : Elles n'oublient jamais
- Réalisation : Christopher Frank
- Scénario : Christopher Frank, d'après une histoire de Jean-Marc Roberts
- Musique : Jean-Marie Sénia
- Directeur de la photographie : Bertrand Chatry
- Montage : Catherine Dubeau
- Distribution des rôles : Hélène Bernardin
- Création des décors : Dominique André
- Création des costumes : Yvette Frank
- Productrice : Michelle de Broca
- Producteur associé : Paul Claudon
- Producteur exécutif : Jean Nachbaur
- Sociétés de production : Fildebroc, TF1 Films Production, C.A.P.A.C., Ice Films, Canal+, Cofimage 5 et Sofica Investimage 4
- Pays :  France
- Langue : français
- Durée : 107 minutes
- Genre : drame, thriller
- Dates de sortie en salles : 
  -  France : 13 avril 1994
  -  Royaume-Uni : 4 novembre 1994

## Distribution
- Thierry Lhermitte : Julien Barnier
- Maruschka Detmers : Anne Barnier
- Nadia Farès : Angela Galli
- Umberto Orsini : Vienne
- Patrick Timsit : Serge Darrès
- Marie-Christine Adam : Le Guennec
- Johann Martel : Charles Barnier
- Vincent Planchais : Jim
- Bernard Freyd : Doumene
- Patrick Floersheim : Moretti
- Marina Tomé : Ariane
- Alain Frérot : Sarret
- Georges Siatidis :  Phil
- Margarida Marinho : Dan
- Jean-Claude Vogel : le garçon au bowling
- Charlotte Clamens : l'infirmière
- Alain Hocine : le gardien du parking
- Claudine Delvaux : voix au téléphone
- Gisèle Touret : la secrétaire de Doumene
- Antoine Valli : l'associé de Julien (non crédité)

## À noter
- Ce film reprend la trame du scénario du film Liaison fatale, d'Adrian Lyne (1987) avec Michael Douglas et Glenn Close.
- Le film passa inaperçu lors de sa sortie en salles avec seulement 143 514 entrées, se classant 111e du box-office français de l'année 1994[1].
- Il s'agit du dernier film de Christopher Frank, mort peu après la fin du tournage le 23 novembre 1993 des suites d'une crise cardiaque au moment du montage.
- Le tournage s'est déroulé à Paris et en France durant l'été 1993.
- Thierry Lhermitte et Patrick Timsit interprètent deux collègues de bureau. Quelques jours plus tard, ils auront des rôles similaires mais dans un registre plus humoristique, dans le film Un Indien dans la ville.